# Open di Zurigo 1999
L'Open di Zurigo 1999 è stato un torneo femminile di tennis giocato sul cemento indoor. È stata la 16ª edizione del torneo, che fa parte della categoria Tier I nell'ambito del WTA Tour 1999. si è giocato nell'Hallenstadion di Zurigo in Svizzera, dall'11 al 17 ottobre 1999.

## Campionesse

### Singolare
Venus Williams ha battuto in finale  Martina Hingis con il punteggio di 6–3, 6–4

### Doppio
Lisa Raymond /  Rennae Stubbs hanno battuto in finale  Nathalie Tauziat /  Nataša Zvereva con il punteggio di 6–2, 6–2